# Delisle (månekrater)
Delisle er et nedslagskrater på Månen. Det befinder sig på Månens forside i den vestlige del af Mare Imbrium og er opkaldt efter den franske astronom Joseph N. Delisle (1688 – 1768).
Navnet blev officielt tildelt af den Internationale Astronomiske Union (IAU) i 1935. 
I nogle kilder omtales dette krater under navnet "De l'Isle".

## Omgivelser
Delislekrateret ligger nord for Diophantuskrateret og lige nordvest for højderyggen Mons Delisle. Mellem Delisle og Diophantus løber den bugtede rille Rima Diophantus med en diameter på 150 km. Mod nordøst ligger rillen Rima Delisle, som er navngivet efter dette krater.

## Karakteristika
Randen i Delislekrateret er af noget polygonal form, og krateret har en lav central høj i kraterbunden. Der er sket lidt nedskridning langs den indre væg, men alt i alt er randen stadig forholdsvis ny med få tegn på betydeligt slid. Den ydre rand er omgivet af et lille voldområde med bakket terræn.

## Rima Delisle
Denne bugtede rille har centrum i de selenografiske koordinater 31,0° N, 32,0° V. Den dækker en største diameter på 60 km. Tre små kratere, som findes i nærheden af denne landskabsformation har fået egne navne af IAU. Det drejer sig om følgende:
| krater | Længde  | Bredde  | Diameter | Eponym             |
| ------ | ------- | ------- | -------- | ------------------ |
| Boris  | 30,6° N | 33,5° V | 4 km     | Russisk drengenavn |
| Gaston | 30,9° N | 34,0° V | 2 km     | Fransk drengenavn  |
| Linda  | 30,7° N | 33,4° V | 1 km     | Spansk pigenavn    |

## Satellitkratere
De kratere, som kaldes satellitter, er små kratere beliggende i eller nær hovedkrateret. Deres dannelse er sædvanligvis sket uafhængigt af dette, men de får samme navn som hovedkrateret med tilføjelse af et stort bogstav. På kort over Månen er det en konvention at identificere dem ved at placere dette bogstav på den side af satellitkraterets midte, som ligger nærmest hovedkrateret. Delislekrateret har følgende satellitkratere:
| Delisle | Længde  | Bredde  | Diameter |
| ------- | ------- | ------- | -------- |
| K       | 29.0° N | 38.4° W | 3 km     |

## Måneatlas
- Billeder af Delislekrateret i LPI-måneatlasset